# Nati il 26 settembre
| Questa pagina contiene informazioni ricavate automaticamente dalle voci biografiche con l'ausilio del template Bio e di un bot. L'aggiornamento è periodico e automatico e ricostruisce completamente la pagina. Se manca una persona in questa lista, sei pregato di non aggiungerla, ma accertati piuttosto che la sua voce biografica contenga il template Bio e che i dati anagrafici siano correttamente compilati. Se il template Bio manca, inseriscilo tu stesso o, in alternativa, metti l'avviso {{tmp\|Bio}} che ne segnala la mancanza. Se i dati riportati sono sbagliati, correggi direttamente la voce biografica; le modifiche saranno visibili in questa lista entro pochi giorni. Per chiarimenti vedi il progetto biografie. La lista contiene solo le 1.136 persone che sono citate nell'enciclopedia e per le quali è stato implementato correttamente il template Bio. Pagina aggiornata al 17 ago 2025. |

## X secolo(1)
- 931 - Al-Mu'izz li-din Allah, imam e califfo († 975)

## XI secolo(1)
- 1045 - Nizār ibn al-Mustanṣir bi-llāh, imam arabo († 1095)

## XIV secolo(1)
- 1329 - Anna di Baviera, sovrana tedesca († 1353)

## XV secolo(2)
- 1462 - Engilberto di Nevers, conte († 1506)
- 1500 - Ludovica Torelli, nobildonna e filantropa italiana († 1569)

## XVI secolo(10)
- 1501 - Gabriele di Saluzzo, abate e marchese italiano († 1548)
- 1526 - Volfango del Palatinato-Zweibrücken, nobile tedesco († 1569)
- 1531 - Antonio Minutoli, medico italiano († 1606)
- 1540 - Filippo Sassetti, mercante, linguista e viaggiatore italiano († 1588)
- 1553 - Nicolò Contarini, doge († 1631)
- 1559 - Claudio Rangoni, vescovo cattolico e diplomatico italiano († 1621)
- 1565 - Aelius Everhardus Vorstius, medico e botanico olandese († 1624)
- 1578 - Pasquale Ottino, pittore italiano († 1630)
- 1585 - Antonio Franco, presbitero italiano († 1626)
- 1595 - Alessandro Baldrati, monaco cristiano italiano († 1645)

## XVII secolo(20)
- 1605 - Antonio Pizzocaro, architetto e ingegnere italiano († 1680)
- 1607 - Francesco Cairo, pittore italiano († 1665)
- 1624 - Edmund Dickinson, medico e alchimista inglese († 1707)
- 1631 - Giovanni Battista Bianchi, architetto e scultore italiano († 1687)
- 1637 - Sébastien Leclerc, pittore e incisore francese († 1714)
- 1640 - Maria Elisabetta di Eggenberg, austriaca († 1715)
- 1643 - Marcantonio Grillo, III marchese di Clarafuente, nobile italiano († 1706)
- 1651 - Franz Daniel Pastorius, avvocato, scrittore e funzionario tedesco († 1720)
- 1656 - Thomas Bruce, III conte di Elgin, nobile e politico scozzese († 1741)
- 1660 - Giorgio Guglielmo di Legnica, duca († 1675)
- 1660 - Giovanni Battista Stella, arcivescovo cattolico italiano († 1725)
- 1678 - Giuseppe Maria Martelli, arcivescovo cattolico italiano († 1741)
- 1682 - Giulio Fagnano dei Toschi, matematico italiano († 1766)
- 1688 - Willem 's Gravesande, filosofo, fisico e matematico olandese († 1742)
- 1689 - Joseph-Nicolas Gautier, militare, patriota e mercante francese († 1752)
- 1692 - Ernst von Steinberg, politico tedesco († 1759)
- 1692 - Pietro Antonio Trezzini, architetto svizzero
- 1698 - William Cavendish, III duca di Devonshire, nobile e politico inglese († 1755)
- 1699 - Charles Macklin, attore teatrale irlandese († 1797)
- 1700 - Mary Lepell, nobildonna inglese († 1768)

## XVIII secolo(43)
- 1709 - Jean-Louis Le Loutre, presbitero e patriota francese († 1772)
- 1711 - Basilio Gonzaga, nobile italiano († 1782)
- 1711 - Richard Grenville-Temple, II conte Temple, politico britannico († 1779)
- 1712 - Dominique de La Rochefoucauld, cardinale, arcivescovo cattolico e abate francese († 1800)
- 1715 - Niccolò Oddi, cardinale e arcivescovo cattolico italiano († 1767)
- 1727 - Carlo Francesco di Valperga, politico, militare e diplomatico italiano († 1811)
- 1729 - Antonio Eximeno, insegnante e musicologo spagnolo († 1809)
- 1731 - Gianfrancesco Malfatti, matematico italiano († 1807)
- 1732 - José de Córdova y Ramos, ammiraglio e esploratore spagnolo († 1815)
- 1733 - Isaac Bickerstaffe, commediografo e librettista irlandese († 1812)
- 1742 - Thomas Jones, pittore britannico († 1803)
- 1742 - Carlo Roero di Cortanze, nobile italiano († 1808)
- 1742 - James Wilson, giurista e politico statunitense († 1798)
- 1746 - Johann Carl Friedrich Dauthe, architetto tedesco († 1816)
- 1748 - Johann Sebastian Bach, pittore tedesco († 1778)
- 1748 - Cuthbert Collingwood, I barone Collingwood, ammiraglio britannico († 1810)
- 1750 - Justin Girod-Chantrans, naturalista e militare francese († 1841)
- 1750 - Raymond de Sèze, avvocato francese († 1828)
- 1750 - Stefano Tofanelli, pittore italiano († 1812)
- 1754 - Joseph Proust, chimico francese († 1826)
- 1755 - Hans Henric von Essen, generale e politico svedese († 1824)
- 1756 - Claude de Beauharnais, nobile e politico francese († 1819)
- 1757 - Maria Amalia di Sassonia, principessa sassone († 1831)
- 1759 - Ludwig Yorck von Wartenburg, generale prussiano († 1830)
- 1765 - Simon Heinrich Gondela, giurista tedesco († 1832)
- 1770 - Walter Bowne, politico statunitense († 1846)
- 1774 - Johnny Appleseed, ambientalista statunitense († 1845)
- 1775 - Paolo Emilio Barberi, pittore e architetto italiano († 1847)
- 1775 - James Grimston, I conte di Verulam, nobile e politico inglese († 1845)
- 1779 - Abraham Constantin Mouradgea d'Ohsson, diplomatico, storico e orientalista armeno († 1851)
- 1781 - Carl Fredrik af Wingård, arcivescovo luterano e politico svedese († 1851)
- 1784 - Christopher Hansteen, geofisico, astronomo e fisico norvegese († 1873)
- 1785 - Antonio Di Macco, arcivescovo cattolico italiano († 1854)
- 1785 - Charles Bird King, artista statunitense († 1862)
- 1786 - Horace Hayman Wilson, orientalista e numismatico inglese († 1860)
- 1788 - Charles-Victor Prévost d'Arlincourt, scrittore francese († 1856)
- 1790 - Nassau Senior, economista inglese († 1864)
- 1791 - Théodore Géricault, pittore francese († 1824)
- 1792 - William Hobson, esploratore e militare irlandese († 1872)
- 1796 - Ida di Waldeck e Pyrmont, principessa tedesca († 1869)
- 1798 - Etelka Szapáry, nobildonna ungherese († 1876)
- 1798 - Tomás Cipriano Mosquera, politico colombiano († 1878)
- 1798 - Heinrich Wilhelm von Pabst, agricoltore e funzionario tedesco († 1868)

## XIX secolo(168)
- 1803 - Thomas Sidney Cooper, pittore inglese († 1902)
- 1805 - Dmitrij Vladimirovič Venevitinov, poeta e scrittore russo († 1827)
- 1812 - Wilhelm Adolf Schmidt, storico tedesco († 1887)
- 1814 - Ernest Arrighi de Casanova, nobile e politico francese († 1888)
- 1814 - Frederick William Faber, teologo, scrittore e religioso britannico († 1863)
- 1815 - Louis-Edouard-François-Desiré Pie, cardinale e vescovo cattolico francese († 1880)
- 1815 - Placida Viel, religiosa francese († 1877)
- 1816 - Paul Gervais, zoologo e paleontologo francese († 1879)
- 1819 - Callisto Guatelli, compositore e direttore d'orchestra italiano († 1900)
- 1819 - Edward Watkin, imprenditore e politico britannico († 1901)
- 1822 - Raffaele Casnedi, pittore italiano († 1892)
- 1823 - Robert Boog Watson, zoologo e religioso britannico († 1910)
- 1824 - Conrad Dietrich Magirus, imprenditore e vigile del fuoco tedesco († 1895)
- 1825 - Gaetano Semenza, patriota, politico e imprenditore italiano († 1882)
- 1829 - Annibale Certani, ingegnere e agronomo italiano († 1914)
- 1829 - Matteo Cilento, pittore italiano († 1916)
- 1830 - Ōkubo Toshimichi, politico giapponese († 1878)
- 1832 - Rebecca Solomon, pittrice, disegnatrice e illustratrice britannica († 1886)
- 1832 - Zsófia Torma, archeologa, antropologa e paleontologa ungherese († 1899)
- 1833 - Sergente Romano, militare e brigante italiano († 1863)
- 1838 - Enrico Cefalo, magistrato e politico italiano († 1925)
- 1838 - Luchino Dal Verme, generale, politico e scrittore italiano († 1911)
- 1838 - Giovanni Tabacchi, militare e politico italiano († 1918)
- 1839 - Ludwig Wittmack, botanico e micologo tedesco († 1929)
- 1841 - Achille Arese Lucini, politico italiano († 1904)
- 1841 - Stephen Benton Elkins, politico statunitense († 1911)
- 1842 - Fritz Ulysse Landry, medaglista svizzero († 1927)
- 1843 - Max Bartels, medico e etnologo tedesco († 1904)
- 1843 - Giuseppe Palmieri Nuti, politico italiano († 1893)
- 1843 - Giovanni Battista Traverso, mineralogista e paleontologo italiano († 1914)
- 1845 - Laura Marx, tedesca († 1911)
- 1846 - Giovanni Faldella, scrittore, giornalista e politico italiano († 1928)
- 1847 - Wolf Wilhelm Friedrich von Baudissin, teologo tedesco († 1926)
- 1848 - Helen Allingham, pittrice e illustratrice britannica († 1926)
- 1848 - Henry Walters, dirigente d'azienda, collezionista d'arte e filantropo statunitense († 1931)
- 1849 - Ivan Pavlov, medico, fisiologo e etologo russo († 1936)
- 1852 - Michele Sansebastiano, scultore italiano († 1908)
- 1852 - Willie Wilde, scrittore e critico letterario irlandese († 1899)
- 1854 - Carlo Cipolla, storico italiano († 1916)
- 1854 - Percy Alexander MacMahon, matematico britannico († 1929)
- 1855 - Luigi Fabron, pittore italiano († 1907)
- 1856 - Leo Graetz, fisico tedesco († 1941)
- 1856 - Nicola Squitti di Palermiti e Guarna, politico italiano († 1933)
- 1858 - Berardo Cantalamessa, cantautore e attore teatrale italiano († 1917)
- 1859 - Irving Bacheller, giornalista e scrittore statunitense († 1950)
- 1859 - Adelaide Johnson, scultrice e attivista statunitense († 1955)
- 1859 - Louis Majorelle, ebanista e designer francese († 1926)
- 1859 - Giuseppe Picciola, scrittore, italianista e insegnante italiano († 1912)
- 1860 - Albert Lynch, pittore peruviano († 1950)
- 1860 - Edoardo Scarfoglio, giornalista, scrittore e editore italiano († 1917)
- 1860 - Michele Scherillo, critico letterario e politico italiano († 1930)
- 1861 - Giuseppe Fiorini, liutaio italiano († 1934)
- 1862 - Arthur Bowen Davies, pittore statunitense († 1928)
- 1862 - Victor Delbos, filosofo e storico della filosofia francese († 1916)
- 1862 - Adriano Issel, militare italiano († 1895)
- 1863 - Vittorio Emanuele Pittaluga, generale italiano († 1928)
- 1863 - Edward Skilton, tiratore a segno britannico († 1967)
- 1864 - Arturo Cittadini, generale italiano († 1928)
- 1864 - Mark Kerr, ammiraglio e scrittore inglese († 1944)
- 1864 - Severo Rodríguez Etchart, pittore argentino († 1903)
- 1865 - Archibald Butt, giornalista e ufficiale statunitense († 1912)
- 1865 - Mary du Caurroy Tribe, aviatrice e ornitologa inglese († 1937)
- 1866 - Gino Coppedè, architetto, scultore e decoratore italiano († 1927)
- 1866 - Cecil Irby Prowse, militare britannico († 1916)
- 1867 - Giovanni Semeria, oratore e scrittore italiano († 1931)
- 1867 - Emil von Dungern, scienziato tedesco († 1961)
- 1868 - Henry Franklin Gilbert, compositore statunitense († 1928)
- 1868 - Henry Sutton, velista britannico († 1936)
- 1869 - Padre Komitas, religioso, compositore e musicista armeno († 1935)
- 1869 - Ettore Martini, generale italiano († 1940)
- 1869 - Winsor McCay, fumettista, animatore e illustratore statunitense († 1934)
- 1869 - Carmelo Patanè, arcivescovo cattolico italiano († 1952)
- 1870 - Cristiano X di Danimarca, re danese († 1947)
- 1870 - Roberto Lubelli, ammiraglio italiano († 1926)
- 1870 - Émile Ouzou, ciclista su strada francese († 1914)
- 1871 - Edith Holden, artista e insegnante inglese († 1920)
- 1872 - Ottokar Czernin, diplomatico e politico austriaco († 1932)
- 1872 - Max Ehrmann, scrittore e avvocato statunitense († 1945)
- 1872 - Émile Henry, anarchico francese († 1894)
- 1873 - Antonio D'Ormea, psichiatra italiano († 1952)
- 1873 - Thérèse Peltier, scultrice e aviatrice francese († 1926)
- 1873 - Amilcare Zanella, compositore, pianista e direttore d'orchestra italiano († 1949)
- 1874 - Oakes Ames, botanico statunitense († 1950)
- 1874 - Charles Vyner Brooke, sovrano indonesiano († 1963)
- 1874 - Eleanor Gates, scrittrice e commediografa statunitense († 1951)
- 1874 - Lewis Hine, sociologo e fotografo statunitense († 1940)
- 1875 - Eric Campbell Geddes, imprenditore e politico britannico († 1937)
- 1875 - Alfred von Radio-Radhis, alpinista, imprenditore e saggista austriaco († 1957)
- 1876 - Francesco Cuccia, mafioso e politico italiano († 1957)
- 1876 - Georges-Émile Lebacq, pittore belga († 1950)
- 1877 - Giuditta Brozzetti, imprenditrice italiana († 1975)
- 1877 - Ugo Cerletti, psichiatra e neurologo italiano († 1963)
- 1877 - Alfred Cortot, pianista e direttore d'orchestra francese († 1962)
- 1877 - Edmund Gwenn, attore britannico († 1959)
- 1878 - Kurt von Hammerstein-Equord, generale tedesco († 1943)
- 1879 - Uberto Cagnassi, calciatore italiano
- 1879 - Bob Crompton, calciatore inglese († 1941)
- 1879 - Fedir Duz-Chotymyrs'kyj, scacchista sovietica († 1965)
- 1879 - Otto Nilsson, giavellottista e discobolo svedese († 1960)
- 1880 - Engelbert Lagerwey, vescovo vetero-cattolico olandese († 1959)
- 1881 - Ernst Gräfenberg, medico tedesco († 1957)
- 1882 - Giuseppe Abozzi, avvocato e politico italiano († 1962)
- 1882 - Stefano Reggio D'Aci, avvocato e politico italiano († 1961)
- 1882 - Eduard von der Heydt, banchiere, collezionista d'arte e mecenate tedesco († 1964)
- 1883 - Jacques Davy, calciatore francese († 1944)
- 1883 - Boris Leonidovič Vjazemskij, storico, naturalista e ornitologo russo († 1917)
- 1884 - Antonio Barluzzi, architetto italiano († 1960)
- 1884 - Arnaldo Foschini, architetto italiano († 1968)
- 1884 - Forrest Smithson, ostacolista statunitense († 1962)
- 1885 - Sergej Vasil'evič Gerasimov, pittore russo († 1964)
- 1886 - William Bailey, attore statunitense († 1962)
- 1886 - Ferdinando Baldelli, vescovo cattolico italiano († 1963)
- 1886 - Archibald Vivian Hill, medico e fisiologo britannico († 1977)
- 1886 - Ollie Kirkby, attrice statunitense († 1964)
- 1887 - Frigyes Mezei, velocista ungherese († 1938)
- 1887 - Giuseppe Milano, calciatore e allenatore di calcio italiano († 1971)
- 1887 - Antonio Moreno, attore e regista spagnolo († 1967)
- 1887 - James Strachey, psicoanalista inglese († 1967)
- 1887 - Barnes Wallis, ingegnere e scienziato britannico († 1979)
- 1888 - Andreas Breynk, calciatore tedesco († 1957)
- 1888 - Carlo Ciampolini, politico, avvocato e letterato italiano († 1986)
- 1888 - J. Frank Dobie, scrittore e giornalista statunitense († 1964)
- 1888 - T. S. Eliot, poeta, saggista e critico letterario statunitense († 1965)
- 1889 - Baba Sali, rabbino e religioso marocchino († 1984)
- 1889 - Heinrich Bielohlavek, calciatore austriaco († 1943)
- 1889 - Gerhard Bersu, archeologo tedesco († 1964)
- 1889 - Martin Heidegger, filosofo tedesco († 1976)
- 1889 - Ivan Mozžuchin, attore e regista russo († 1939)
- 1889 - Dino Philipson, avvocato, imprenditore e politico italiano († 1972)
- 1890 - Jean Théodore Delacour, ornitologo francese († 1985)
- 1890 - Karl Lindahl, ginnasta svedese († 1960)
- 1890 - Jack Tresadern, calciatore e allenatore di calcio inglese († 1959)
- 1891 - Al Lane, tiratore a segno statunitense († 1965)
- 1891 - William McKell, politico australiano († 1985)
- 1891 - Charles Münch, direttore d'orchestra e violinista francese († 1968)
- 1891 - Hans Reichenbach, filosofo tedesco († 1953)
- 1891 - Filippo Zuccarello, militare italiano († 1917)
- 1892 - Honorio Delgado, psichiatra e filosofo peruviano († 1969)
- 1892 - James Dewhirst, aviatore inglese
- 1892 - Émile Dewoitine, ingegnere francese († 1979)
- 1892 - Ragnar Wicksell, calciatore svedese († 1974)
- 1893 - Nello Buono, antifascista italiano († 1944)
- 1893 - Rose Dolores, modella e attrice inglese († 1975)
- 1893 - Zaccaria Giacometti, giurista svizzero († 1970)
- 1893 - Fay Holden, attrice statunitense († 1973)
- 1893 - Willoughby Norrie, I barone Norrie, generale e politico britannico († 1977)
- 1894 - Gladys Brockwell, attrice statunitense († 1929)
- 1894 - Glenn Hunter, attore statunitense († 1945)
- 1894 - Nicola Morace, politico italiano
- 1895 - Luigi Carmagnola, sindacalista e politico italiano († 1974)
- 1895 - Oskar Dirlewanger, generale e criminale di guerra tedesco († 1945)
- 1895 - Jürgen Stroop, generale tedesco († 1952)
- 1896 - George Atlee Goodling, politico statunitense († 1982)
- 1896 - José Domingo Molina Gómez, generale e politico argentino († 1969)
- 1896 - Giannino Zanelli, giornalista e scrittore italiano († 1968)
- 1897 - Robert Pache, calciatore svizzero († 1974)
- 1897 - Papa Paolo VI, papa, cardinale e arcivescovo cattolico italiano († 1978)
- 1898 - John Bunn, allenatore di pallacanestro e dirigente sportivo statunitense († 1979)
- 1898 - Jacques Doriot, politico, giornalista e militare francese († 1945)
- 1898 - George Gershwin, compositore, pianista e direttore d'orchestra statunitense († 1937)
- 1898 - Richard Lockridge, scrittore statunitense († 1982)
- 1899 - Ludwik Gintel, calciatore polacco († 1973)
- 1900 - Suzanne Belperron, stilista e designer francese († 1983)
- 1900 - Giovanni Dall'Orto, politico italiano († 1989)
- 1900 - Vito Dumas, navigatore argentino († 1965)
- 1900 - Betty Francisco, attrice statunitense († 1950)
- 1900 - Gertrud Luckner, attivista tedesca († 1995)
- 1900 - Zdenka Ticharich, pianista, docente e compositrice ungherese († 1979)

## XX secolo(872)
- 1901 - Ferruccio Cerio, regista e sceneggiatore italiano († 1963)
- 1901 - Donald Cook, attore statunitense († 1961)
- 1901 - Pjetër Meshkalla, presbitero e educatore albanese († 1988)
- 1901 - Edith Potter, medico statunitense († 1993)
- 1901 - George Raft, attore statunitense († 1980)
- 1902 - Albert Anastasia, mafioso italiano († 1957)
- 1902 - Guerriera Guerrieri, bibliotecaria italiana († 1980)
- 1902 - Norberto Mola, direttore di coro e direttore d'orchestra italiano († 1973)
- 1902 - Antonius Montfoort, schermidore olandese († 1974)
- 1903 - Domenico Greppi, calciatore italiano († 1975)
- 1903 - František Kůrka, pallanuotista cecoslovacco († 1952)
- 1903 - Gerhard Nebel, scrittore, filologo classico e saggista tedesco († 1974)
- 1903 - Antonio Piatesi, compositore di scacchi italiano († 1986)
- 1903 - José María Puig, pallanuotista spagnolo († 1980)
- 1904 - Claude E. Carpenter, scenografo statunitense († 1976)
- 1904 - Lars Thörn, velista svedese († 1990)
- 1905 - Jean Assollant, militare e aviatore francese († 1942)
- 1905 - Max Bulla, ciclista su strada austriaco († 1990)
- 1905 - Angelo Farina, allenatore di calcio, calciatore e dirigente sportivo italiano († 1994)
- 1905 - Emilio Navarro, giocatore di baseball portoricano († 2011)
- 1905 - Karl Rappan, calciatore e allenatore di calcio austriaco († 1995)
- 1906 - Ángel Álvarez, attore spagnolo († 1983)
- 1907 - Stefano Aigotti, calciatore italiano († 1952)
- 1907 - Giuseppe Bettiol, giurista e politico italiano († 1982)
- 1907 - Anthony Blunt, storico dell'arte e agente segreto britannico († 1983)
- 1907 - Frans Bonduel, ciclista su strada belga († 1998)
- 1907 - John Collier, ostacolista statunitense († 1984)
- 1907 - Bep van Klaveren, pugile olandese († 1992)
- 1907 - Giuseppe Santomaso, pittore italiano († 1990)
- 1908 - Virginio Canavesio, arbitro di calcio italiano († 2000)
- 1909 - Antonio Conelli, nuotatore italiano († 2003)
- 1909 - Ștefan Dobay, calciatore e allenatore di calcio rumeno († 1994)
- 1909 - Bill France Sr., pilota automobilistico e dirigente sportivo statunitense († 1992)
- 1909 - Leonard Sachs, attore sudafricano († 1990)
- 1909 - Xie Fuzhi, politico e militare cinese († 1972)
- 1909 - Geraldo de Proença Sigaud, arcivescovo cattolico brasiliano († 1999)
- 1910 - Gösta Bernhard, attore, regista e sceneggiatore svedese († 1986)
- 1910 - Silvio Brioschi, calciatore e allenatore di calcio italiano
- 1910 - Alexandru Cuedan, calciatore rumeno († 1976)
- 1910 - Helmut Kunz, militare e criminale tedesco († 1976)
- 1910 - Giovanni Piatti, militare italiano († 1943)
- 1910 - Naomi Whitehead, supercentenaria statunitense
- 1911 - Philipp Hilbert, ciclista su strada tedesco († 1992)
- 1911 - Chuck Hornbostel, mezzofondista statunitense († 1989)
- 1911 - Lenore Kight-Wingard, nuotatrice statunitense († 2000)
- 1911 - Mitsuyo Seo, animatore e illustratore giapponese († 2010)
- 1911 - Bruno Venturini, calciatore italiano († 1991)
- 1912 - Giacinto Domenico Lazzarini, partigiano e agente segreto italiano († 1990)
- 1912 - Silvio Marini, calciatore italiano
- 1912 - Jimmy McCormick, allenatore di calcio e calciatore britannico († 1968)
- 1913 - Lewis White Beck, filosofo statunitense († 1997)
- 1913 - Alberto Bemporad, politico italiano († 2007)
- 1913 - Gian Antonio Micheli, giurista italiano († 1980)
- 1914 - Fernanda Bullano, velocista italiana († 2003)
- 1914 - Achille Compagnoni, alpinista italiano († 2009)
- 1914 - Luigi Gui, politico e partigiano italiano († 2010)
- 1914 - Kentarō Kawatsu, nuotatore giapponese († 1970)
- 1914 - George Paterson, calciatore e allenatore di calcio scozzese († 1986)
- 1914 - Enrico Serra, storico italiano († 2007)
- 1914 - Pasquale Specchio, politico italiano († 1983)
- 1916 - Franco Scaglione, designer italiano († 1993)
- 1917 - György Györffy, storico ungherese († 2000)
- 1917 - Ted Haworth, scenografo statunitense († 1993)
- 1917 - Trần Đức Thảo, filosofo vietnamita († 1993)
- 1918 - Eric Morley, inglese († 2000)
- 1918 - Jackie Vernon, calciatore nordirlandese († 1981)
- 1919 - Barbara Britton, attrice statunitense († 1980)
- 1919 - Matilde Camus, poetessa e scrittrice spagnola († 2012)
- 1919 - Alberto Jesus, calciatore portoghese
- 1919 - Paolo Jacobini, calciatore e allenatore di calcio italiano († 2003)
- 1919 - Harry Johnston, calciatore e allenatore di calcio inglese († 1973)
- 1919 - Ezio Loik, calciatore italiano († 1949)
- 1919 - Carlo Negri, militare e aviatore italiano († 1943)
- 1920 - Dante Bettoni, politico e sindacalista italiano († 2005)
- 1921 - Giulio Augello, partigiano italiano († 1944)
- 1921 - Franco Cardinali, calciatore italiano
- 1921 - Cyprian Ekwensi, scrittore nigeriano († 2007)
- 1921 - Filippo Raffaelli, giornalista e scrittore italiano († 2002)
- 1922 - Tom Brown, tennista statunitense († 2011)
- 1922 - Attilio Carminati, scrittore italiano († 2013)
- 1922 - Nicola Romanovič Romanov, principe russo († 2014)
- 1923 - Aleksandr Aleksandrovič Alov, regista sovietico († 1983)
- 1923 - Dev Anand, attore e regista indiano († 2011)
- 1923 - Fioretta Mazzei, politica e attivista italiana († 1998)
- 1924 - Jean Hoerni, imprenditore e inventore svizzero († 1997)
- 1924 - Marcello Mastroianni, attore italiano († 1996)
- 1924 - Venus Ramey, modella statunitense († 2017)
- 1924 - Samuil Vidas, direttore di coro bulgaro († 1984)
- 1925 - Joe Holland, cestista statunitense († 2010)
- 1925 - Marty Robbins, cantautore, musicista e pilota automobilistico statunitense († 1982)
- 1926 - Giuseppe Chiari, pittore e compositore italiano († 2007)
- 1926 - Aleksandra Kornhauser Frazer, chimica e insegnante slovena († 2020)
- 1926 - Julie London, cantante e attrice statunitense († 2000)
- 1926 - Mel McGaha, cestista, allenatore di pallacanestro e giocatore di baseball statunitense († 2002)
- 1926 - Dino Paolini, pittore e scultore italiano († 2013)
- 1926 - Antonio Santucci, filosofo italiano († 2006)
- 1927 - Enzo Bearzot, calciatore e allenatore di calcio italiano († 2010)
- 1927 - Carolyn Brown, danzatrice e coreografa statunitense († 2025)
- 1927 - Amasi Damiani, regista cinematografico, scrittore e sceneggiatore italiano
- 1927 - Hugh Honour, storico dell'arte e scrittore inglese († 2016)
- 1927 - Joyce Jameson, attrice statunitense († 1987)
- 1927 - Ugo Liberatore, regista e sceneggiatore italiano († 2012)
- 1927 - Romano Mussolini, pianista, compositore e pittore italiano († 2006)
- 1927 - Patrick O'Neal, attore statunitense († 1994)
- 1927 - Elizabeth Cicely Ridley, matematica e climatologa britannica († 2008)
- 1928 - Guido Anzile, ciclista su strada italiano († 2022)
- 1928 - Domenico Ceravolo, politico italiano
- 1928 - Marilena Grill, militare italiana († 1945)
- 1928 - Robert D. Ray, politico e avvocato statunitense († 2018)
- 1929 - Peter Dews, regista britannico († 1997)
- 1929 - Meredith Gourdine, lunghista statunitense († 1998)
- 1929 - Ferdinand Milučký, architetto slovacco († 2019)
- 1929 - André Miquel, arabista, storico e traduttore francese († 2022)
- 1929 - Vittorio Sermonti, scrittore, traduttore e regista televisivo italiano († 2016)
- 1929 - Ugo Vanni, teologo italiano († 2018)
- 1930 - Philip Bosco, attore statunitense († 2018)
- 1930 - Eugenio Bucciol, scrittore e storico italiano († 2015)
- 1930 - Larry Fleisher, avvocato e procuratore sportivo statunitense († 1989)
- 1930 - Michele Giordano, cardinale e arcivescovo cattolico italiano († 2010)
- 1930 - Károly Király, politico romeno († 2021)
- 1930 - Antonio Seffusatti, calciatore italiano († 2000)
- 1930 - Fritz Wunderlich, tenore tedesco († 1966)
- 1931 - Stanislas Dombeck, calciatore francese († 2013)
- 1931 - George Glasgow, cestista, calciatore e allenatore di calcio statunitense († 2013)
- 1931 - Robert Haillet, tennista francese († 2011)
- 1931 - Joseph Hubert Hart, vescovo cattolico statunitense († 2023)
- 1931 - Piero Pierobon, calciatore italiano († 2010)
- 1931 - Gerhard Wehr, teologo tedesco († 2015)
- 1932 - Franco Cavallo, velista italiano († 2022)
- 1932 - Donna Douglas, attrice e cantante statunitense († 2015)
- 1932 - Richard Herd, attore statunitense († 2020)
- 1932 - Giacomo Manzoni, compositore, critico musicale e traduttore italiano
- 1932 - Manmohan Singh, economista e politico indiano († 2024)
- 1932 - Giuseppe Tricoli, politico e storico italiano († 1995)
- 1932 - Vladimir Nikolaevič Vojnovič, scrittore russo († 2018)
- 1932 - Clifton Williams, astronauta statunitense († 1967)
- 1933 - Luigi Borghi, calciatore italiano
- 1934 - Geoffrey Grey, violinista, direttore d'orchestra e compositore britannico († 2023)
- 1934 - Mihajlo Mihajlov, letterato jugoslavo († 2010)
- 1934 - Jeanne Wakatsuki Houston, scrittrice statunitense († 2024)
- 1935 - Henning Enoksen, calciatore danese († 2016)
- 1935 - Henk Nijdam, ciclista su strada e pistard olandese († 2009)
- 1935 - Vincenzo Vitiello, filosofo italiano
- 1935 - Juan Zanotto, fumettista argentino († 2005)
- 1936 - Joseph Doré, teologo, storico delle religioni e arcivescovo cattolico francese
- 1936 - Imme Dros, scrittrice olandese
- 1936 - Mike Farmer, ex cestista e allenatore di pallacanestro statunitense
- 1936 - Sue Kelly, politica statunitense
- 1936 - Winnie Madikizela-Mandela, politica sudafricana († 2018)
- 1936 - Walter Martin, ciclista su strada, pistard e ciclocrossista italiano († 2020)
- 1936 - Tadao Nagahama, regista giapponese († 1980)
- 1936 - Luís Fernando Veríssimo, scrittore e giornalista brasiliano
- 1937 - Eli Amir, scrittore israeliano
- 1937 - Marina Colasanti, scrittrice, pittrice e traduttrice italiana († 2025)
- 1937 - Gib Guilbeau, cantante e musicista statunitense († 2016)
- 1937 - Remo Maggetti, cestista italiano († 2003)
- 1937 - Stevan Sekereš, calciatore jugoslavo († 2012)
- 1937 - Jerry Weintraub, attore, produttore cinematografico e produttore televisivo statunitense († 2015)
- 1937 - Viktor Zaslavskij, storico canadese († 2009)
- 1938 - Lucette Aldous, ballerina australiana († 2021)
- 1938 - Giuseppe Buffi, politico svizzero († 2000)
- 1938 - Peter Jacobs, ex schermidore britannico
- 1938 - Andrej Lukanov, politico bulgaro († 1996)
- 1938 - Antonio Moscato, storico italiano
- 1938 - Juan Manuel Villa, calciatore spagnolo († 2025)
- 1939 - Annick Gendron, pittrice francese († 2008)
- 1939 - Mia Gommers, ex mezzofondista olandese
- 1939 - Olga Mikulášková, cestista cecoslovacca († 2025)
- 1939 - Adelardo Rodríguez, ex calciatore spagnolo
- 1939 - Melvyn Scott, calciatore inglese († 1997)
- 1939 - Ricky Tomlinson, attore britannico
- 1940 - Gary Bartz, sassofonista statunitense
- 1940 - Bob Duffy, ex cestista e allenatore di pallacanestro statunitense
- 1940 - Volodymyr Savon, scacchista ucraino († 2005)
- 1941 - Salvatore Accardo, violinista italiano
- 1941 - Martine Beswick, attrice e modella giamaicana
- 1941 - Roger Claessen, calciatore belga († 1982)
- 1941 - Vadim Glowna, attore, regista e produttore cinematografico tedesco († 2012)
- 1941 - Martti Liimo, cestista finlandese († 1995)
- 1941 - Enrico Massignan, ex ciclista su strada italiano
- 1941 - Raja Jaafar, principe malese
- 1941 - Tom Veitch, fumettista statunitense († 2022)
- 1942 - Gloria Anzaldúa, sociologa e scrittrice statunitense († 2004)
- 1942 - Ingrid Becker, ex multiplista, lunghista e altista tedesca
- 1942 - Lucien Guiguet, ex pentatleta francese
- 1942 - Emilio Gutiérrez Caba, attore spagnolo
- 1942 - Kent McCord, attore statunitense
- 1942 - Gloria Ray Karlmark, attivista statunitense
- 1943 - Bruno Bianchi, nuotatore italiano († 1966)
- 1943 - Tim Schenken, pilota di Formula 1 e imprenditore australiano
- 1943 - Jesus Carlos da Silva, ex calciatore brasiliano
- 1943 - Massimo Spinetti, diplomatico italiano
- 1944 - Helmut Bakaitis, attore tedesco
- 1944 - Luigi Bodenza, poliziotto italiano († 1994)
- 1944 - Jan Brewer, politica statunitense
- 1944 - Charles Joseph Chaput, arcivescovo cattolico statunitense
- 1944 - Severino Lavagnini, politico italiano († 2003)
- 1944 - Renato Queirolo, fumettista italiano
- 1944 - Jean-Pierre Ricard, cardinale e arcivescovo cattolico francese
- 1944 - Peter Turrini, poeta e drammaturgo austriaco
- 1945 - Jacob Angadiath, vescovo cattolico indiano
- 1945 - Tito Barbini, scrittore e politico italiano
- 1945 - Bobby Clark, allenatore di calcio e ex calciatore scozzese
- 1945 - Costantino Conti, ex ciclista su strada italiano
- 1945 - Gal Costa, cantante e attrice brasiliana († 2022)
- 1945 - Bryan Ferry, cantante, compositore e musicista britannico
- 1945 - Renato Parascandolo, giornalista, autore televisivo e saggista italiano
- 1946 - Louise Simonson, fumettista statunitense
- 1946 - Geoff Butler, ex calciatore inglese
- 1946 - Andrea Dworkin, saggista statunitense († 2005)
- 1946 - Farida, cantante italiana († 2024)
- 1946 - Margret Hafen, ex sciatrice alpina tedesca
- 1946 - Mary Beth Hurt, attrice statunitense
- 1946 - Togo Igawa, attore giapponese
- 1946 - Karl-Heinz Kamp, allenatore di calcio e ex calciatore tedesco
- 1946 - Leonardo Mondadori, editore e dirigente d'azienda italiano († 2002)
- 1946 - Christine Todd Whitman, politica e scrittrice statunitense
- 1946 - Kalevi Vehkonen, pilota motociclistico finlandese († 2023)
- 1947 - Lucius Allen, ex cestista statunitense
- 1947 - Gabriele Andena, ex calciatore italiano
- 1947 - Lynn Anderson, cantante statunitense († 2015)
- 1947 - Vittorio Cappelli, storico e scrittore italiano
- 1947 - Graham Faulkner, attore inglese
- 1947 - Wendy Hornsby, scrittrice statunitense
- 1947 - Philippe Lavil, cantante e chitarrista francese
- 1947 - David Nish, ex calciatore inglese
- 1947 - Ileana Rigano, attrice italiana († 2020)
- 1947 - Richard Roth, ex nuotatore statunitense
- 1948 - Ben Brewster, ex calciatore statunitense
- 1948 - Giōrgos Delīgiannīs, ex calciatore greco
- 1948 - John Foxx, cantante, musicista e fotografo britannico
- 1948 - Maurizio Gucci, imprenditore italiano († 1995)
- 1948 - Marcello Lazzati, politico italiano
- 1948 - Lorenzo Moretta, medico italiano
- 1948 - Olivia Newton-John, cantante e attrice britannica († 2022)
- 1948 - Tiran Porter, bassista, chitarrista e compositore statunitense
- 1948 - Vladimír Remek, cosmonauta, politico e diplomatico ceco
- 1948 - Matteo Santucci, calciatore italiano († 2006)
- 1948 - Stuart Tosh, batterista e cantante scozzese
- 1948 - Arnie Zane, ballerino, coreografo e fotografo statunitense († 1988)
- 1949 - Ronnie Blair, ex calciatore nordirlandese
- 1949 - Clodoaldo, ex calciatore e allenatore di calcio brasiliano
- 1949 - Walter Hofmann, ex canoista tedesco
- 1949 - Jurij Jelisjejev, allenatore di calcio e ex calciatore sovietico
- 1949 - Hana Mašková, pattinatrice artistica su ghiaccio cecoslovacca († 1972)
- 1949 - Leighton Phillips, ex calciatore britannico
- 1949 - John Roche, ex cestista statunitense
- 1949 - Jane Smiley, scrittrice statunitense
- 1949 - Minette Walters, scrittrice inglese
- 1950 - Corcel Blair, calciatore giamaicano († 2008)
- 1950 - Bruno Cazzaro, politico italiano
- 1950 - Dan Grecu, ginnasta rumeno († 2024)
- 1950 - Andy Haden, rugbista a 15 neozelandese († 2020)
- 1950 - Michał Joachimowski, triplista polacco († 2014)
- 1950 - Gary Lakes, tenore statunitense
- 1950 - Bärbel Struppert, ex velocista tedesca
- 1950 - Mohamed Tarabulsi, sollevatore libanese († 2002)
- 1951 - Angelo Amendolia, arbitro di calcio italiano († 2012)
- 1951 - Ambrogio Bona, ex rugbista a 15, allenatore di rugby a 15 e dirigente sportivo italiano
- 1951 - Paolo Corallini, artista marziale italiano
- 1951 - Ronald DeFeo Jr., criminale statunitense († 2021)
- 1951 - Henry Lawrence, ex giocatore di football americano statunitense
- 1951 - Egil Myrhaug, ex sciatore alpino norvegese
- 1951 - Kaija Pohjola, cantante finlandese
- 1951 - József Pálinkás, allenatore di pallacanestro ungherese († 2022)
- 1951 - Tommy Taylor, allenatore di calcio e ex calciatore inglese
- 1952 - Laurie Bird, attrice statunitense († 1979)
- 1952 - Gilberto Cavallini, ex terrorista italiano
- 1952 - Fernando Filograna, vescovo cattolico italiano
- 1952 - Domenico Laforenza, informatico italiano
- 1952 - Joan Lind, canottiera statunitense († 2015)
- 1952 - Paolo Martinelli, ingegnere italiano
- 1952 - Walter Tocci, politico italiano
- 1952 - George Wood, ex calciatore scozzese
- 1953 - Davit Gurgenidze, compositore di scacchi georgiano
- 1953 - Lionello Marco Pagnoncelli, politico italiano
- 1953 - Alberto Ventura, islamista e orientalista italiano († 2022)
- 1953 - Vic Juris, musicista e chitarrista statunitense († 2019)
- 1954 - Alice, cantautrice, pianista e compositrice italiana
- 1954 - Marco Follini, ex politico e giornalista italiano
- 1954 - Ezio Locatelli, politico italiano
- 1954 - Giorgio Locuratolo, doppiatore, attore e direttore del doppiaggio italiano
- 1954 - Antonio Logozzo, allenatore di calcio e ex calciatore italiano
- 1954 - Mauro Sandreani, allenatore di calcio e ex calciatore italiano
- 1954 - Aleksandr Tarchanov, allenatore di calcio e ex calciatore sovietico
- 1954 - Sergio Valle Duarte, artista e fotografo brasiliano
- 1954 - Giorgio Villa, pilota motonautico e pilota di rally italiano
- 1955 - Carlene Carter, cantante e chitarrista statunitense
- 1955 - Casuco, allenatore di calcio e ex calciatore spagnolo
- 1955 - Michael Kraus, ex nuotatore tedesco occidentale
- 1955 - Rafael Magallanes, ex schermidore venezuelano
- 1955 - Paolo Montesperelli, sociologo italiano
- 1955 - Pablo Peña, ex arbitro di calcio boliviano
- 1955 - Carlo Rossi, attore e regista teatrale italiano
- 1955 - Corrado Rustici, cantautore, chitarrista e produttore discografico italiano
- 1956 - Helena Anliot, ex tennista svedese
- 1956 - Gaynor Fairweather, ballerina britannica
- 1956 - George Foster, allenatore di calcio e ex calciatore inglese
- 1956 - Linda Hamilton, attrice statunitense
- 1956 - Ken Lum, artista canadese
- 1956 - Willie Meléndez, ex cestista portoricano
- 1956 - Antonio Nunziante, pittore e scultore italiano
- 1956 - Jan Olesiński, ex pentatleta polacco
- 1956 - Axel Pape, attore tedesco
- 1956 - Carla Tozzi, ex velocista italiana
- 1956 - Riccardo Zucconi, politico italiano
- 1957 - Roger MacBride Allen, autore di fantascienza statunitense
- 1957 - Klaus Augenthaler, allenatore di calcio e ex calciatore tedesco
- 1957 - Luigi De Canio, allenatore di calcio e ex calciatore italiano
- 1957 - Roberto Forza, direttore della fotografia italiano
- 1957 - Dido Havenaar, allenatore di calcio e ex calciatore olandese
- 1957 - Tanya Huff, scrittrice canadese
- 1957 - Paolo Ruggiero, generale italiano
- 1957 - Chiara Salerno, doppiatrice, direttrice del doppiaggio e attrice italiana
- 1958 - Darby Crash, cantante statunitense († 1980)
- 1958 - Robert Kagan, storico e politologo statunitense
- 1958 - Michel Piola, arrampicatore e alpinista svizzero
- 1958 - Kenny Sansom, ex calciatore inglese
- 1958 - Bruce Scholtz, ex giocatore di football americano statunitense
- 1958 - Igort, fumettista e sceneggiatore italiano
- 1959 - Walter Abercrombie, ex giocatore di football americano statunitense
- 1959 - Oscar Omar Aparicio Céspedes, arcivescovo cattolico boliviano
- 1959 - Virginia Astley, cantautrice e compositrice britannica
- 1959 - Alessandro Banfi, giornalista, autore televisivo e conduttore televisivo italiano
- 1959 - Riccardo Blumer, architetto e designer svizzero
- 1959 - Gioacchino Bonsignore, giornalista italiano
- 1959 - Susanna Codognato, scenografa italiana
- 1959 - Antonio Cornacchione, comico, cabarettista e attore italiano
- 1959 - Il'ja Valer'evič Kormil'cev, cantante e chitarrista russo († 2007)
- 1959 - Jörg Luther, giurista tedesco († 2020)
- 1959 - Allison McNeill, allenatrice di pallacanestro canadese
- 1959 - Stefania Nardini, scrittrice e giornalista italiana
- 1959 - Philippe Oddo, banchiere francese
- 1959 - Graziano Romani, cantautore italiano
- 1959 - Sergio Virtù, criminale italiano
- 1960 - Hamoud Al-Shemmari, ex calciatore kuwaitiano
- 1960 - Uwe Bein, ex calciatore tedesco
- 1960 - Keith Burns, allenatore di football americano statunitense
- 1960 - Alain Choquart, direttore della fotografia e regista francese
- 1960 - ʻAisake Eke, politico tongano
- 1960 - Andre Harrell, produttore discografico e rapper statunitense († 2020)
- 1960 - Stephen Kerr, politico britannico
- 1960 - Sergio Maltagliati, compositore, programmatore e artista italiano
- 1960 - Monica Mondardini, dirigente d'azienda italiana
- 1961 - Terry Brock, cantante, chitarrista e compositore statunitense
- 1961 - Jeanie Buss, dirigente sportiva statunitense
- 1961 - Ario Costa, ex cestista e dirigente sportivo italiano
- 1961 - Cindy Herron, cantante e attrice statunitense
- 1961 - Alexander Kellner, paleontologo liechtensteinese
- 1961 - Ken Mitsuishi, attore giapponese
- 1961 - Kjell Inge Olsen, allenatore di calcio norvegese
- 1961 - Franco Ricciardiello, scrittore italiano
- 1961 - Anjo Sadăkov, calciatore e allenatore di calcio bulgaro († 2017)
- 1961 - Will Self, scrittore, giornalista e personaggio televisivo britannico
- 1961 - Thalia Zedek, cantante e chitarrista statunitense
- 1962 - Melissa Sue Anderson, attrice statunitense
- 1962 - Jonas Bergqvist, ex hockeista su ghiaccio svedese
- 1962 - Patrick Bristow, attore statunitense
- 1962 - Gregory Crewdson, fotografo statunitense
- 1962 - Jim Deines, ex cestista statunitense
- 1962 - Pierre-André Dumas, vescovo cattolico haitiano
- 1962 - Mark Haddon, scrittore e poeta britannico
- 1962 - Dragan Mance, calciatore serbo († 1985)
- 1962 - Steve Moneghetti, ex maratoneta e mezzofondista australiano
- 1962 - Ólafur Jóhann Ólafsson, scrittore e manager islandese
- 1962 - Chunky Pandey, attore indiano
- 1962 - Antonio Pintus, preparatore atletico italiano
- 1962 - Tracey Thorn, cantautrice inglese
- 1962 - Emmanuel Trégoat, allenatore di calcio francese
- 1962 - Leena Vestala, ex cestista finlandese
- 1962 - Jacky Wu, cantante, attore e conduttore televisivo taiwanese
- 1963 - Lysette Anthony, attrice britannica
- 1963 - Claudio Costa, ex atleta paralimpico e paraciclista italiano
- 1963 - Paul Slattery, ex calciatore britannico
- 1963 - Douglas Wakiihuri, ex maratoneta keniota
- 1964 - William Draper Byrne, vescovo cattolico statunitense
- 1964 - Emilio Catellani, fumettista italiano
- 1964 - Brett Climo, attore australiano
- 1964 - Bobby Joe Edmonds, ex giocatore di football americano statunitense
- 1964 - Nicki French, cantante britannica
- 1964 - Raphaël Balla Guilavogui, vescovo cattolico guineano
- 1964 - Derek Ho, surfista statunitense († 2020)
- 1964 - Sergio Fabian Lavia, chitarrista e compositore argentino
- 1964 - Dave Martinez, giocatore di baseball e allenatore di baseball statunitense
- 1964 - Neil Price, allenatore di calcio e ex calciatore inglese
- 1964 - Gianpaolo Spagnulo, allenatore di calcio e ex calciatore italiano
- 1964 - John Tempesta, batterista statunitense
- 1965 - Andrea Biondi, ex pallanuotista e dirigente sportivo italiano
- 1965 - Roger Boli, ex calciatore ivoriano
- 1965 - Helena Carreiras, sociologa e politica portoghese
- 1965 - Andrea Della Valle, imprenditore italiano
- 1965 - René Ebeltjes, ex cestista olandese
- 1965 - David Goldblatt, scrittore e giornalista britannico
- 1965 - Vicky Mantegazza, imprenditrice svizzera
- 1965 - Marcelo Ferreira, velista brasiliano
- 1965 - Aleksej Mordašov, imprenditore russo
- 1965 - Andrea Nicastro, giornalista italiano
- 1965 - Claudio Paglieri, scrittore e giornalista italiano
- 1965 - Petro Porošenko, imprenditore e politico ucraino
- 1965 - Joey Soloway, sceneggiatrice, regista e scrittrice statunitense
- 1965 - Desmond Tyson, allenatore di tennis e ex tennista australiano
- 1965 - Tina Wiseman, attrice e cantante statunitense († 2005)
- 1965 - Radisav Ćurčić, ex cestista jugoslavo
- 1966 - Giuseppe Alberga, allenatore di calcio e ex calciatore italiano
- 1966 - Frankie Andreu, ex ciclista su strada e pistard statunitense
- 1966 - Natja Brunckhorst, attrice e sceneggiatrice tedesca
- 1966 - Andrea D'Alpaos, pianista, compositore e direttore di coro italiano
- 1966 - Walter Escobar, ex calciatore colombiano
- 1966 - Scott Heim, scrittore statunitense
- 1966 - Craig Heyward, giocatore di football americano statunitense († 2006)
- 1966 - Amaia Lizarralde, attrice e produttrice cinematografica spagnola
- 1966 - Matteo Marzotto, imprenditore, funzionario e dirigente d'azienda italiano
- 1966 - Barry Moore, politico statunitense
- 1966 - Lona Williams, produttrice televisiva, scrittrice e attrice statunitense
- 1967 - Hans Agbo, ex calciatore camerunese
- 1967 - Bruno Akrapović, allenatore di calcio e ex calciatore bosniaco
- 1967 - W. Dan Bruton, astronomo statunitense
- 1967 - Shannon Hoon, cantautore e musicista statunitense († 1995)
- 1967 - Jon Ireland, ex tennista australiano
- 1967 - Amy Kwok, attrice e modella cinese
- 1967 - Arnd Neuhaus, ex cestista tedesco
- 1967 - Éric Roy, allenatore di calcio, dirigente sportivo e ex calciatore francese
- 1967 - Martin Scales, chitarrista e compositore tedesco
- 1967 - Frederick E. O. Toye, regista, produttore televisivo e montatore statunitense
- 1968 - Stuart Cassidy, ex ballerino inglese
- 1968 - Jim Caviezel, attore e produttore cinematografico statunitense
- 1968 - Jurij Dudnyk, allenatore di calcio e ex calciatore ucraino
- 1968 - Miloš Glonek, ex calciatore slovacco
- 1968 - Debbie Knox, ex giocatrice di curling britannica
- 1968 - James Michael, produttore discografico, compositore e musicista statunitense
- 1968 - Frédéric Moncassin, ex ciclista su strada e dirigente sportivo francese
- 1968 - Hayato Okanaka, ex calciatore giapponese
- 1968 - César Portillo, ex cestista venezuelano
- 1968 - Massimo Quattrini, allenatore di calcio a 5 e ex giocatore di calcio a 5 italiano
- 1968 - Anthony Shadid, giornalista statunitense († 2012)
- 1968 - Ben Shenkman, attore statunitense
- 1969 - Oleg Belozërov, politico e manager russo
- 1969 - A.D.O.R., rapper statunitense († 2025)
- 1969 - Eric Elliott, ex cestista e allenatore di pallacanestro statunitense
- 1969 - Marit van Eupen, ex canottiera olandese
- 1969 - Joe Jacobi, ex canoista statunitense
- 1969 - Radosław Michalski, ex calciatore polacco
- 1969 - Stuart Rachels, scacchista statunitense
- 1969 - David Slade, regista e produttore televisivo britannico
- 1969 - Holger Stanislawski, allenatore di calcio e ex calciatore tedesco
- 1969 - Paul Warhurst, allenatore di calcio e ex calciatore inglese
- 1969 - Wataru Yoshikawa, pilota motociclistico giapponese
- 1970 - Daryl Beattie, pilota motociclistico australiano
- 1970 - Igor Boraska, canottiere e bobbista croato
- 1970 - Ricardo Canals, ex calciatore e procuratore sportivo uruguaiano
- 1970 - Sergio Castillo, ex calciatore argentino
- 1970 - Paolo di Sabatino, pianista e compositore italiano
- 1970 - Mia Engberg, regista, produttrice cinematografica e sceneggiatrice svedese
- 1970 - Marco Etcheverry, ex calciatore e allenatore di calcio boliviano
- 1970 - Frank Guinta, politico statunitense
- 1970 - Yukio Iketani, ex ginnasta giapponese
- 1970 - Adrian Littlejohn, ex calciatore inglese
- 1970 - Pierre Lueders, ex bobbista canadese
- 1970 - Sheri Moon, attrice cinematografica, modella e ballerina statunitense
- 1970 - Jan Moons, politico e ex calciatore belga
- 1970 - Ignazio Oliva, attore italiano
- 1970 - Rich Piana, culturista, imprenditore e youtuber statunitense († 2017)
- 1970 - José Antonio Pikabea, ex calciatore spagnolo
- 1970 - Ivo Rabanser, alpinista e scrittore italiano
- 1970 - Trevor Ruffin, ex cestista e allenatore di pallacanestro statunitense
- 1970 - Leonīds Tambijevs, ex hockeista su ghiaccio lettone
- 1970 - Cecilia Vennersten, cantante svedese
- 1971 - Daniele Bargellini, dirigente sportivo e ex giocatore di calcio a 5 italiano
- 1971 - Marcelino Elena, ex calciatore spagnolo
- 1971 - Anke Feller, ex velocista tedesca
- 1971 - Darnell Hall, ex velocista statunitense
- 1971 - Han Hong, cantante e compositrice cinese
- 1971 - Mike Paradinas, musicista britannico
- 1971 - Susan Smith, criminale statunitense
- 1971 - Viktors Stulpins, vescovo cattolico lettone
- 1971 - Gopher, rapper e cantante italiano
- 1971 - Emerson Castro, ex calciatore brasiliano
- 1972 - Mohamed Benouza, arbitro di calcio algerino
- 1972 - Preston Burpo, allenatore di calcio e ex calciatore statunitense
- 1972 - Piergiorgio De Felice, ex nuotatore italiano
- 1972 - Jason Derlatka, compositore statunitense
- 1972 - Gabriela Lena Frank, pianista e compositrice statunitense
- 1972 - Patrick Johnson, ex velocista australiano
- 1972 - Caitlin Keats, attrice statunitense
- 1972 - Alessio Lega, cantautore italiano
- 1972 - Didier Menard, dirigente d'azienda e ex calciatore haitiano
- 1972 - Alan Neilson, allenatore di calcio e ex calciatore gallese
- 1972 - Beto O'Rourke, politico statunitense
- 1972 - Matteo Panichi, ex cestista e preparatore atletico italiano
- 1972 - Alfonso Pérez, allenatore di calcio e ex calciatore spagnolo
- 1972 - Bruce Soord, cantautore, polistrumentista e produttore discografico britannico
- 1972 - Shawn Stockman, cantante statunitense
- 1972 - Masayuki Suzuki, batterista giapponese
- 1973 - Maria Bonnevie, attrice svedese
- 1973 - Donata Burgatta, ex judoka italiana
- 1973 - Fábio Carille, allenatore di calcio e ex calciatore brasiliano
- 1973 - Julienne Davis, attrice, cantante e modella statunitense
- 1973 - Dr. Luke, musicista, compositore e produttore discografico statunitense
- 1973 - Roger Helland, ex calciatore norvegese
- 1973 - Garret Kusch, ex calciatore canadese
- 1973 - Nicholas Payton, trombettista statunitense
- 1973 - Fred Raskin, montatore statunitense
- 1973 - Krunoslav Rendulić, allenatore di calcio e ex calciatore croato
- 1973 - Andrzej Rżany, pugile polacco
- 1973 - Luca Sbardella, politico italiano
- 1973 - Odd Arild Skonhoft, ex calciatore norvegese
- 1973 - Thomas Tøllefsen, ex calciatore norvegese
- 1973 - Olga Vasdeki, ex triplista greca
- 1973 - Ferdinando Vicari, ex mezzofondista italiano
- 1974 - Josh Arieh, giocatore di poker statunitense
- 1974 - Gary Hall, ex nuotatore statunitense
- 1974 - Giovanni Maiorano, politico italiano
- 1974 - Nicole Malachowski, ex militare e aviatrice statunitense
- 1974 - Martin Müürsepp, ex cestista e allenatore di pallacanestro estone
- 1974 - Andreas Scheuer, politico tedesco
- 1974 - Watkin Tudor Jones, rapper, produttore discografico e attore sudafricano
- 1975 - Marius Corbett, ex giavellottista sudafricano
- 1975 - Francesca D'Oriano, ex tuffatrice italiana
- 1975 - Emma Härdelin, musicista svedese
- 1975 - Hans á Lag, ex calciatore faroese
- 1975 - Mirjam Melchers, ciclista su strada e ciclocrossista olandese
- 1975 - Jake Paltrow, regista, sceneggiatore e attore statunitense
- 1975 - Ricardo Emídio Ramalho Silva, allenatore di calcio e ex calciatore portoghese
- 1975 - Chiara Schoras, attrice tedesca
- 1975 - Francesca Senette, giornalista e conduttrice televisiva italiana
- 1975 - Valeria Sudano, politica italiana
- 1975 - Laurent Vila, allenatore di pallacanestro francese
- 1975 - Dmitrij Šukov, allenatore di calcio e ex calciatore russo
- 1976 - Christian Amoroso, allenatore di calcio e ex calciatore italiano
- 1976 - Michael Ballack, ex calciatore tedesco
- 1976 - Quacy Barnes, ex cestista e allenatrice di pallacanestro statunitense
- 1976 - Ol'ga Bibik, arrampicatrice russa
- 1976 - Javier Bulfoni, ex cestista argentino
- 1976 - Dean Butterworth, batterista statunitense
- 1976 - Giorgi Demetradze, ex calciatore georgiano
- 1976 - Dänïyar Muqanov, allenatore di calcio e ex calciatore kazako
- 1976 - Mutsuko Nagata, ex cestista giapponese
- 1976 - Olivia O'Lovely, ex attrice pornografica statunitense
- 1976 - Sami Vänskä, bassista finlandese
- 1977 - Carlo Fusco, regista, produttore cinematografico e sceneggiatore italiano
- 1977 - Janne Holmén, ex maratoneta finlandese
- 1977 - T.J. Houshmandzadeh, ex giocatore di football americano statunitense
- 1977 - Paul Kakai, calciatore salomonese
- 1977 - Cristian Leiva, ex calciatore argentino
- 1977 - Karin Mortensen, ex pallamanista danese
- 1977 - Hugo de Jonge, politico olandese
- 1978 - Gashaw Asfaw, maratoneta etiope
- 1978 - Adriano Braidotti, attore e regista italiano
- 1978 - Yuri Buzzi, attore italiano
- 1978 - Robert Kipkoech Cheruiyot, maratoneta keniota
- 1978 - Clifford Joseph, ex calciatore dominicense
- 1978 - Gurgen Margaryan, militare armeno († 2004)
- 1978 - Tiziano Polenghi, allenatore di calcio e ex calciatore italiano
- 1978 - Mārtiņš Rubenis, ex slittinista lettone
- 1978 - Thomas van Aalten, scrittore olandese
- 1979 - David Bissett, bobbista canadese
- 1979 - Nikita Cuffe, pallanuotista australiana
- 1979 - Félix Dja Ettien, ex calciatore ivoriano
- 1979 - Mark Famiglietti, attore statunitense
- 1979 - Miguel Ángel García Tébar, ex calciatore spagnolo
- 1979 - Marcelo Gomes, ballerino brasiliano
- 1979 - Jon Harley, ex calciatore inglese
- 1979 - Chris Kunitz, ex hockeista su ghiaccio canadese
- 1979 - Vladimir Marín, ex calciatore colombiano
- 1979 - Ignacio Ochoa, cestista argentino
- 1979 - David Perpetuini, calciatore inglese
- 1979 - Jaycie Phelps, ex ginnasta statunitense
- 1979 - Rožle Prezelj, ex altista sloveno
- 1979 - Elena Reiche, pentatleta tedesca
- 1979 - Taavi Rõivas, politico estone
- 1979 - Nick Weidenfeld, produttore televisivo e animatore statunitense
- 1979 - Vedran Zrnić, ex pallamanista croato
- 1980 - Valerio Amoroso, cestista italiano
- 1980 - Anthony Augustine, ex calciatore grenadino
- 1980 - Joshua Cohen, scrittore statunitense
- 1980 - Jane Darling, ex attrice pornografica ceca
- 1980 - Sékou Fofana, ex calciatore guineano
- 1980 - Patrick Friesacher, ex pilota automobilistico austriaco
- 1980 - Krzysztof Gajtkowski, ex calciatore polacco
- 1980 - Kazuki Ganaha, calciatore giapponese
- 1980 - Darko Matić, dirigente sportivo e ex calciatore croato
- 1980 - Cristina Odasso, attrice italiana
- 1980 - Igor Omrčen, ex pallavolista croato
- 1980 - Brooks Orpik, hockeista su ghiaccio statunitense
- 1980 - Aurélien Rougerie, ex rugbista a 15 francese
- 1980 - Daniel Sedin, ex hockeista su ghiaccio svedese
- 1980 - Henrik Sedin, ex hockeista su ghiaccio svedese
- 1980 - Enrico Tamburini, blogger e conduttore televisivo italiano
- 1981 - Asuka, wrestler giapponese
- 1981 - Maia Barmettler, ex sciatrice alpina svizzera
- 1981 - David Branch, artista marziale misto statunitense
- 1981 - Jono Brauer, ex sciatore alpino australiano
- 1981 - Brenton Cabello, nuotatore spagnolo
- 1981 - Otar Khizaneishvili, ex calciatore georgiano
- 1981 - Denis Lapaczinski, dirigente sportivo, allenatore di calcio e ex calciatore tedesco
- 1981 - Marina Maljković, allenatrice di pallacanestro serba
- 1981 - Christina Milian, cantante, attrice e modella statunitense
- 1981 - Kentarō Namiki, ex giocatore di football americano giapponese
- 1981 - Jaime Penedo, ex calciatore panamense
- 1981 - Omar Quintero, ex cestista e allenatore di pallacanestro messicano
- 1981 - Akira Sasaki, sciatore alpino giapponese
- 1981 - Graham Stack, ex calciatore irlandese
- 1981 - Serena Williams, ex tennista statunitense
- 1981 - Alaeddine Yahia, ex calciatore francese
- 1982 - Carmen Bagiu, ex cestista rumena
- 1982 - Andrea Concas, scrittore italiano
- 1982 - Marco Fortes, pesista e discobolo portoghese
- 1982 - Ludovico Fremont, attore italiano
- 1982 - Axel Hirsoux, cantante belga
- 1982 - Greg Hogeboom, ex hockeista su ghiaccio canadese
- 1982 - Julija Nova, modella russa
- 1982 - Simon Picone, ex rugbista a 15 italiano
- 1982 - Miguel Portillo, ex calciatore argentino
- 1982 - Damian Priest, wrestler statunitense
- 1982 - Jeanne Senghor, ex cestista senegalese
- 1982 - Betty Sun, attrice cinese
- 1982 - Ladislav Tomaček, ex calciatore slovacco
- 1982 - Chiara Tortorella, conduttrice televisiva, conduttrice radiofonica e modella italiana
- 1983 - David Ayrapetyan, pugile russo
- 1983 - D'Qwell Jackson, giocatore di football americano statunitense
- 1983 - Nicola Manzione, arbitro di calcio a 5 italiano
- 1983 - Manny Montana, attore statunitense
- 1983 - Shawn Moorehead, ex giocatore di football americano statunitense
- 1983 - Archimede Morleo, ex calciatore italiano
- 1983 - Seni Ngava, calciatore salomonese
- 1983 - Zoe Perry, attrice statunitense
- 1983 - Ricardo Quaresma, ex calciatore portoghese
- 1983 - František Raboň, ex ciclista su strada e mountain biker ceco
- 1983 - Darryl Roberts, calciatore trinidadiano
- 1983 - Rijat Shala, calciatore svizzero
- 1983 - Osei Telesford, ex calciatore trinidadiano
- 1984 - 'Azemah Ni'matul Bolkiah, principessa e giocatrice di polo bruneiana
- 1984 - Yankuba Ceesay, ex calciatore gambiano
- 1984 - Frank Dancevic, allenatore di tennis e ex tennista canadese
- 1984 - John Dodson, artista marziale misto statunitense
- 1984 - Pablo Fontanello, calciatore argentino
- 1984 - Tsegaye Gebreselassie, ex maratoneta etiope
- 1984 - Amadou Jawo, calciatore e allenatore di calcio svedese
- 1984 - Gjergj Muzaka, ex calciatore albanese
- 1984 - Jared Newson, ex cestista statunitense
- 1984 - Ross Pearson, artista marziale misto britannico
- 1984 - Michele Polverino, allenatore di calcio e ex calciatore liechtensteinese
- 1984 - Nev Schulman, produttore cinematografico, attore e fotografo statunitense
- 1984 - Matt Siddall, ex hockeista su ghiaccio e allenatore di hockey su ghiaccio canadese
- 1984 - Martin Johnsrud Sundby, ex fondista norvegese
- 1984 - Dare Vršič, calciatore sloveno
- 1985 - Valérie Bègue, modella francese
- 1985 - Misdongarde Betolngar, ex calciatore ciadiano
- 1985 - Fabio Cerutti, velocista italiano
- 1985 - Jack Culcay-Keth, pugile tedesco
- 1985 - Ibrahima Diallo, ex calciatore guineano
- 1985 - Cindy Fabre, modella francese
- 1985 - Gloria Frizza, calciatrice italiana
- 1985 - Senijad Ibričić, dirigente sportivo e ex calciatore bosniaco
- 1985 - Lenna Kuurmaa, cantautrice, chitarrista e attrice estone
- 1985 - Trent Meacham, ex cestista statunitense
- 1985 - Milan Milošević, cestista bosniaco
- 1985 - Joanna Moskwa, attrice polacca
- 1985 - Marcin Mroziński, cantante, attore e conduttore televisivo polacco
- 1985 - Pedro Oldoni, ex calciatore brasiliano
- 1985 - Rok Pajič, allenatore di hockey su ghiaccio e ex hockeista su ghiaccio sloveno
- 1985 - Talulah Riley, attrice britannica
- 1985 - Greg Stiemsma, ex cestista statunitense
- 1985 - M. Pokora, cantante francese
- 1985 - Alexandra Tsiavou, canottiera greca
- 1985 - Jussi Viita, ex altista finlandese
- 1985 - Abderrahim Zhiou, atleta paralimpico tunisino
- 1985 - Krzysztof Żukowski, ex calciatore polacco
- 1986 - Abdelhafid Benchabla, pugile algerino
- 1986 - Walter Bormolini, ex sciatore freestyle italiano
- 1986 - Sean Doolittle, giocatore di baseball statunitense
- 1986 - Marc Edwige, calciatore francese
- 1986 - Filippo Ferraro, conduttore radiofonico e conduttore televisivo italiano
- 1986 - Sarah Freeman, attrice e doppiatrice statunitense
- 1986 - Mootaz Jounaidi, calciatore libanese
- 1986 - Martin Keller, velocista tedesco
- 1986 - Ashley Leggat, attrice e ballerina canadese
- 1986 - Santiago Ponzinibbio, artista marziale misto argentino
- 1986 - Suhas Subramanyam, politico statunitense
- 1986 - Richard Vuillermoz, ex fondista italiano
- 1986 - Yoon Shi-yoon, attore e modello sudcoreano
- 1987 - Adnan Adous, calciatore giordano
- 1987 - Povilas Butkevičius, ex cestista lituano
- 1987 - Hadi Choopan, culturista iraniano
- 1987 - Cyril Gautier, ex ciclista su strada francese
- 1987 - Luca Ivanković, cestista croata
- 1987 - Zlatko Junuzović, ex calciatore serbo
- 1987 - Semir Kerla, ex calciatore bosniaco
- 1987 - Kim Yo-jong, politica nordcoreana
- 1987 - Clément Lefert, ex nuotatore francese
- 1987 - Mauricio Prieto, ex calciatore uruguaiano
- 1987 - Jason Pryor, schermidore statunitense
- 1987 - Evandro Silva do Nascimento, calciatore brasiliano
- 1987 - Jerry Smith, cestista statunitense
- 1987 - Whitney Thompson, modella statunitense
- 1987 - Cees Toet, ex calciatore olandese
- 1988 - Talal Alnuaimi, cestista emiratino
- 1988 - Juan Camilo Angulo, calciatore colombiano
- 1988 - Chris Archer, ex giocatore di baseball statunitense
- 1988 - James Blake, cantante, musicista e produttore discografico britannico
- 1988 - Guillermo Burdisso, ex calciatore argentino
- 1988 - Aridai Cabrera, calciatore spagnolo
- 1988 - Giulia Elettra Gorietti, attrice italiana
- 1988 - Phillipp Heyden, ex cestista tedesco
- 1988 - Robert Hurley, ex nuotatore australiano
- 1988 - Michael Jost, cestista tedesco
- 1988 - Kiira Korpi, ex pattinatrice artistica su ghiaccio finlandese
- 1988 - Krešo Ljubičić, ex calciatore tedesco
- 1988 - Tomáš Mičola, ex calciatore ceco
- 1988 - Guillermo Molins, ex calciatore uruguaiano
- 1988 - Buddy Murphy, wrestler australiano
- 1988 - Nelson Panciatici, pilota automobilistico francese
- 1988 - Facundo Piñero, cestista argentino
- 1988 - Wilber Pérez, calciatore guatemalteco
- 1988 - Lilly Singh, youtuber, conduttrice televisiva e attrice canadese
- 1988 - Benjamin Sulimani, calciatore austriaco
- 1988 - Servet Tazegül, taekwondoka turco
- 1988 - Wei Qiuyue, ex pallavolista cinese
- 1989 - Joseph Boum, calciatore camerunese († 2024)
- 1989 - Ciaran Clark, calciatore irlandese
- 1989 - James Feigen, ex nuotatore statunitense
- 1989 - Kieran Gibbs, ex calciatore inglese
- 1989 - Idrissa Gueye, calciatore senegalese
- 1989 - Célina Hangl, ex sciatrice alpina svizzera
- 1989 - Rosario Harriott, calciatore giamaicano
- 1989 - Radik Isaev, taekwondoka russo
- 1989 - Jesús Isijara, ex calciatore messicano
- 1989 - Jackson Samurai, giocatore di calcio a 5 brasiliano
- 1989 - Débora Lyra, modella brasiliana
- 1989 - Sara Massarelli, calciatrice italiana
- 1989 - César Mejía, giocatore di calcio a 5 colombiano
- 1989 - Kasper Povlsen, ex calciatore danese
- 1989 - Kendall Reyes, giocatore di football americano statunitense
- 1989 - Emma Rigby, attrice britannica
- 1989 - Julija Tkač, lottatrice ucraina
- 1990 - Lajos Bertus, calciatore ungherese
- 1990 - Roman Bezus, calciatore ucraino
- 1990 - Viktor Blom, giocatore di poker svedese
- 1990 - Filippo Carini, calciatore italiano
- 1990 - Serhij Dolhans'kyj, ex calciatore ucraino
- 1990 - Lonsana Doumbouya, calciatore francese
- 1990 - Mohamed Flissi, pugile algerino
- 1990 - Lorenzo Gallosti, pallavolista italiano
- 1990 - Giulia Gorlero, ex pallanuotista italiana
- 1990 - Richard Howell, cestista statunitense
- 1990 - Jesús Imaz, calciatore spagnolo
- 1990 - Claudio Imhof, ex pistard e ex ciclista su strada svizzero
- 1990 - Tereza Kmochová, sciatrice alpina ceca
- 1990 - Michael Matthews, ciclista su strada australiano
- 1990 - Adrien Petit, ciclista su strada francese
- 1990 - Ben Reynolds, ostacolista britannico
- 1990 - Hussein Shabani, calciatore burundese
- 1990 - Pascal Testroet, calciatore tedesco
- 1991 - Berk Atan, attore e modello turco
- 1991 - Regina Baresi, ex calciatrice italiana
- 1991 - Paul Berg, snowboarder tedesco
- 1991 - Paul Dummett, calciatore gallese
- 1991 - Carl Engström, cestista svedese
- 1991 - Niko Gießelmann, calciatore tedesco
- 1991 - Carl Fredrik Hagen, ex ciclista su strada norvegese
- 1991 - Alma Jodorowsky, attrice, modella e cantautrice francese
- 1991 - Jinu, cantante e attore sudcoreano
- 1991 - Maximiliano Perg, calciatore uruguaiano
- 1991 - Andraž Pograjc, ex saltatore con gli sci sloveno
- 1991 - Krisztina Raksányi, cestista ungherese
- 1991 - Bulat Sariyev, arbitro di calcio kazako
- 1991 - Thomas Scrubb, cestista canadese
- 1991 - Charlotte Spencer, attrice e doppiatrice britannica
- 1991 - Anna Vološyna, nuotatrice artistica ucraina
- 1991 - Yusuf Çim, attore e conduttore televisivo turco
- 1992 - Filip Bednarek, calciatore polacco
- 1992 - Gonzalo Bettini, calciatore argentino
- 1992 - Robert Brown, ex cestista statunitense
- 1992 - Valerio Grazini, tiratore a volo italiano
- 1992 - Byron Jones, giocatore di football americano statunitense
- 1992 - Lee Ju-yong, calciatore sudcoreano
- 1992 - Patrick McEleney, calciatore nordirlandese
- 1992 - Mike Person, ex giocatore di football americano e allenatore di football americano statunitense
- 1992 - Manolom Phomsouvanh, ex calciatore laotiano
- 1992 - Cristiano Piccini, calciatore italiano
- 1992 - Valentin Prades, pentatleta francese
- 1992 - Zhansay Smagulov, judoka kazako
- 1992 - Marcelo Tapia, calciatore uruguaiano
- 1992 - Laken Tomlinson, giocatore di football americano giamaicano
- 1992 - Russ, rapper, cantante e produttore discografico statunitense
- 1993 - Cai Xuetong, snowboarder cinese
- 1993 - Ant Clemons, cantautore, rapper e paroliere statunitense
- 1993 - Dor Elo, calciatore israeliano
- 1993 - Mariane Gaburro, calciatrice brasiliana
- 1993 - Alberto Jorge García, calciatore messicano
- 1993 - Jakub Karolak, cestista polacco
- 1993 - Musab Kheder, calciatore qatariota
- 1993 - Michael Kidd-Gilchrist, ex cestista statunitense
- 1993 - Solomon Simmons, multiplista statunitense
- 1993 - Leo Suter, attore britannico
- 1993 - Renee Teppan, pallavolista estone
- 1993 - Josip Tomašević, calciatore croato
- 1994 - Belén Casetta, siepista, mezzofondista e ostacolista argentina
- 1994 - Jack Conger, nuotatore statunitense
- 1994 - Isaac Dogboe, pugile ghanese
- 1994 - Brian Fernández, calciatore argentino
- 1994 - Höskuldur Gunnlaugsson, calciatore islandese
- 1994 - Leyton Hammonds, cestista statunitense
- 1994 - Jean Irmer, calciatore brasiliano
- 1994 - Marcell Jacobs, velocista e ex lunghista italiano
- 1994 - Lorenz Koller, slittinista austriaco
- 1994 - Kristina Raković, cestista montenegrina
- 1994 - Eric Wilson, giocatore di football americano statunitense
- 1994 - Leo Štulac, calciatore sloveno
- 1995 - Mia Campo Bagatin, hockeista su ghiaccio italiana
- 1995 - Fatih Cengiz, lottatore turco
- 1995 - Sofia Ciaraglia, schermitrice italiana
- 1995 - Irina Dolgova, judoka russa
- 1995 - Dejan Dražić, calciatore serbo
- 1995 - Alexsandro Melo, lunghista e triplista brasiliano
- 1995 - Even Northug, fondista norvegese
- 1995 - Daniel Quesada Barrera, taekwondoka spagnolo
- 1995 - Ibrahima Sidibé, cestista maliano
- 1995 - Kamau Stokes, cestista statunitense
- 1995 - Sachirō Toshima, calciatore giapponese
- 1995 - Miloš Veljković, calciatore svizzero
- 1996 - Samuel Bastien, calciatore belga
- 1996 - Cesar Corrales, danzatore cubano
- 1996 - Emeka Friday Eze, calciatore nigeriano
- 1996 - John Franklin-Myers, giocatore di football americano statunitense
- 1996 - Jazz Johnson, cestista statunitense
- 1996 - Arian Kabashi, calciatore kosovaro
- 1996 - Kingsley Keke, giocatore di football americano statunitense
- 1996 - Márk Koszta, calciatore ungherese
- 1996 - Shake Milton, cestista statunitense
- 1996 - Jessika Ponchet, tennista francese
- 1996 - Andrew Seliskar, ex nuotatore statunitense
- 1996 - Marina Sena, cantautrice brasiliana
- 1996 - Dylan Seys, calciatore belga
- 1996 - Lachavious Simmons, giocatore di football americano statunitense
- 1996 - Higor Vidal, calciatore brasiliano
- 1996 - Xu Hongzhi, pattinatore di short track cinese
- 1996 - Nikolaj Čerkasov, ex ciclista su strada russo
- 1996 - Antonijs Černomordijs, calciatore lettone
- 1997 - Matt Farniok, giocatore di football americano statunitense
- 1997 - Jerry Jacobs, giocatore di football americano statunitense
- 1997 - Erica Ogwumike, ex cestista statunitense
- 1997 - Daniel Savini, ex ciclista su strada italiano
- 1997 - Özge Yağız, attrice turca
- 1998 - Issah Abass, calciatore ghanese
- 1998 - Igor Fraga, pilota automobilistico brasiliano
- 1998 - Émilien Jeannière, ciclista su strada francese
- 1998 - Lavinia Marongiu, ex ginnasta italiana
- 1998 - Shi Yuhao, lunghista cinese
- 1998 - Xie Erhao, goista cinese
- 1999 - Nik Bonitto, giocatore di football americano statunitense
- 1999 - Santiago Buitrago, ciclista su strada colombiano
- 1999 - Yannick Friedberg, giocatore di football americano svizzero
- 1999 - Tony Boy, rapper italiano
- 1999 - Lois Toulson, tuffatrice britannica
- 1999 - Kayana Traylor, cestista statunitense
- 2000 - Frankie Amaya, calciatore statunitense
- 2000 - Muhammed Cham, calciatore austriaco
- 2000 - Idris El Mizouni, calciatore tunisino
- 2000 - Hugo Gaston, tennista francese
- 2000 - Donavan Grondin, pistard e ciclista su strada francese
- 2000 - Iván Jaime, calciatore spagnolo
- 2000 - Mariano Nichele, calciatore uruguaiano
- 2000 - Cas Odenthal, calciatore olandese
- 2000 - Mateusz Praszelik, calciatore polacco
- 2000 - Chris Rodriguez Jr., giocatore di football americano statunitense
- 2000 - Baylor Scheierman, cestista statunitense
- 2000 - Mattias Skjelmose, ciclista su strada danese
- 2000 - Nick Spörri, sciatore alpino svizzero
- 2000 - Lamar Walker, calciatore giamaicano
- 2000 - Salmā bint 'Abd Allāh, principessa giordana
- 2000 - Dejan Đokić, calciatore svizzero

## XXI secolo(17)
- 2001 - Mohamed Attaoui, mezzofondista spagnolo
- 2001 - Scott Banks, calciatore scozzese
- 2001 - Marko Bulat, calciatore croato
- 2001 - João Pedro, calciatore brasiliano
- 2001 - Oliver Petersen, calciatore norvegese
- 2001 - Luciano Puentes, calciatore uruguaiano
- 2001 - Eli Ricks, giocatore di football americano statunitense
- 2001 - Wang Xinyu, tennista cinese
- 2002 - Margherita Mazzucco, attrice italiana
- 2002 - Jayden Nelson, calciatore canadese
- 2003 - Sam Nivola, attore inglese
- 2003 - Isaac Price, calciatore nordirlandese
- 2003 - Jane Remover, musicista, cantante e produttrice discografica statunitense
- 2004 - Bikile Ambesu, mezzofondista etiope
- 2004 - Francesca Bergesio, modella italiana
- 2006 - Myles Lewis-Skelly, calciatore inglese
- 2009 - Alisha Weir, attrice irlandese

## Senza anno specificato(1)
- Karel Dujardin, pittore olandese († 1678)